# Agrotis negrottoi
Agrotis negrottoi là một loài bướm đêm trong họ Noctuidae.